# Stan Van Samang

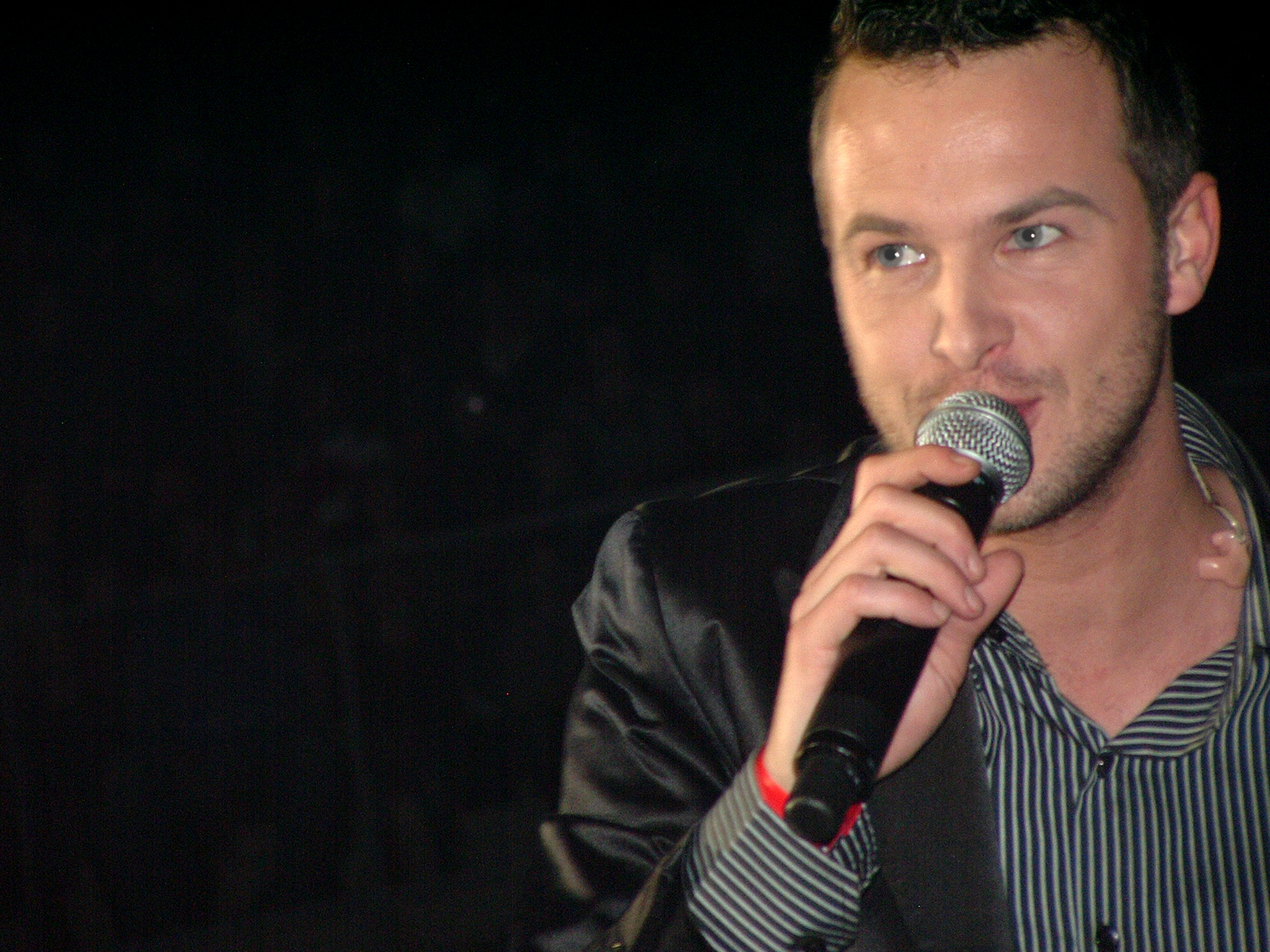

Stan Van Samang (Wijgmaal, 19 maart 1979) is een Belgische acteur, zanger en songwriter.

## Biografie
Van Samang begon als 15-jarige zanger in de groep The Unauthenticated. Ondanks de groep niet altijd evenveel succes had, stond hij in 1999 met een medestudent van Studio Herman Teirlinck op Marktrock in Leuven.
Van Samang deed auditie bij Studio Herman Teirlinck maar werd niet toegelaten. Hij begon daarna de opleiding kleinkunst aan De Studio, maar maakte deze studies niet af. Op datzelfde moment had hij zich ook ingeschreven als brandweerman, maar aangezien hij toegelaten werd bij De Studio is hij nooit naar de examen voor brandweerman geweest.
Toch probeerde Van Samang als acteur aan de slag te gaan en deed hij een auditie voor de film Falling, waarna hij niet werd aangenomen. De makers van Wittekerke gaven hem wel een kans en hij kreeg eerst een figurantenrol als bingospeler en enkele maanden later vanaf 2001 de rol van Kevin De Kesel.
Als jonge acteur begon hij aan zijn carrière als artiest. Later op zender Eén werd hij gevraagd om mee te doen met Steracteur Sterartiest, die zijn leven voorgoed zou veranderen. Hij werd winnaar van deze zangwedstrijd en Vlaanderen kreeg een Stan Van Samang te zien die ook goed kan zingen en ontroeren. Vanaf dan werd hij ook een veelgevraagde artiest als zanger gecombineerd met acteren. Hij was al veel te zien in tal van programma's, tv-series, films en concertzalen.
Van Samang zong in 2007 ook de begingeneriek in van de televisieserie Wittekerke en in 2017 nog eens voor Familie met als titelsong "Hemel voor ons twee". 
Na Steracteur Sterartiest mocht Van Samang in maart van 2007 een platencontract ondertekenen bij EMI Group (Belgium), dat nu onderdeel is van Universal Music Group. Het werd een Engelstalige plaat met pop-rock-nummers. Als winnaar van Steracteur Sterartiest kon hij ook rekenen op 25.000 euro voor het goede doel om aan "Het Balanske" te geven; een centrum in Tielt-Winge dat activiteiten organiseert voor personen met een handicap en hun gezin. Een ander goede doel waarvoor hij zich inzette is Kom op tegen Kanker. Voor deze actie moedigde hij vrouwen boven de vijftig aan om een borstonderzoek te laten uitvoeren. Van Samang is hiervoor volledig uit de kleren gegaan onder het motto "Laat wat zien".
Op 23 november 2007 verscheen dan zijn eerste album Welcome Home. Van Samang en Roel Vanderstukken zijn in de lente en de zomer van dit jaar ook samen op tournee geweest onder begeleiding van een live band. 

### Gastheer
In 2019 kreeg Van Samang zijn eigen muziekprogramma "Studio Stan" op VTM. In Studio Stan gaf hij mensen een unieke kans om dé muzikale herinnering uit hun leven te vereeuwigen op vinyl. Stuk voor stuk brachten ze een bijzonder verhaal mee naar de professionele opnamestudio middenin de Ardense bossen, waar de plaat van hun leven werd opgenomen.

## Tijdlijn
In juni 2005 begon Van Samang met de opnames van de Belgische film Windkracht 10: Koksijde Rescue, dat eind van 2006 in de bioscoopzalen verscheen. In de loop van 2007 kondigde hij aan de serie Wittekerke te verlaten om zich te focussen op de opnames van Vermist; de nieuwste film (en serie voor VT4) van Jan Verheyen waarin hij Steve de computerkenner speelde.
Na een stop van bijna drie jaar in Vermist nam Van Samang in 2011 terug de rol van Steven voor zijn rekening. Daarna speelde hij ook opnieuw mee in het vijfde en zevende laatste seizoen van Vermist.
In 2013 had hij de hoofdrol beet van Rob Vandenbergh in de televisieserie Zuidflank op VTM. 

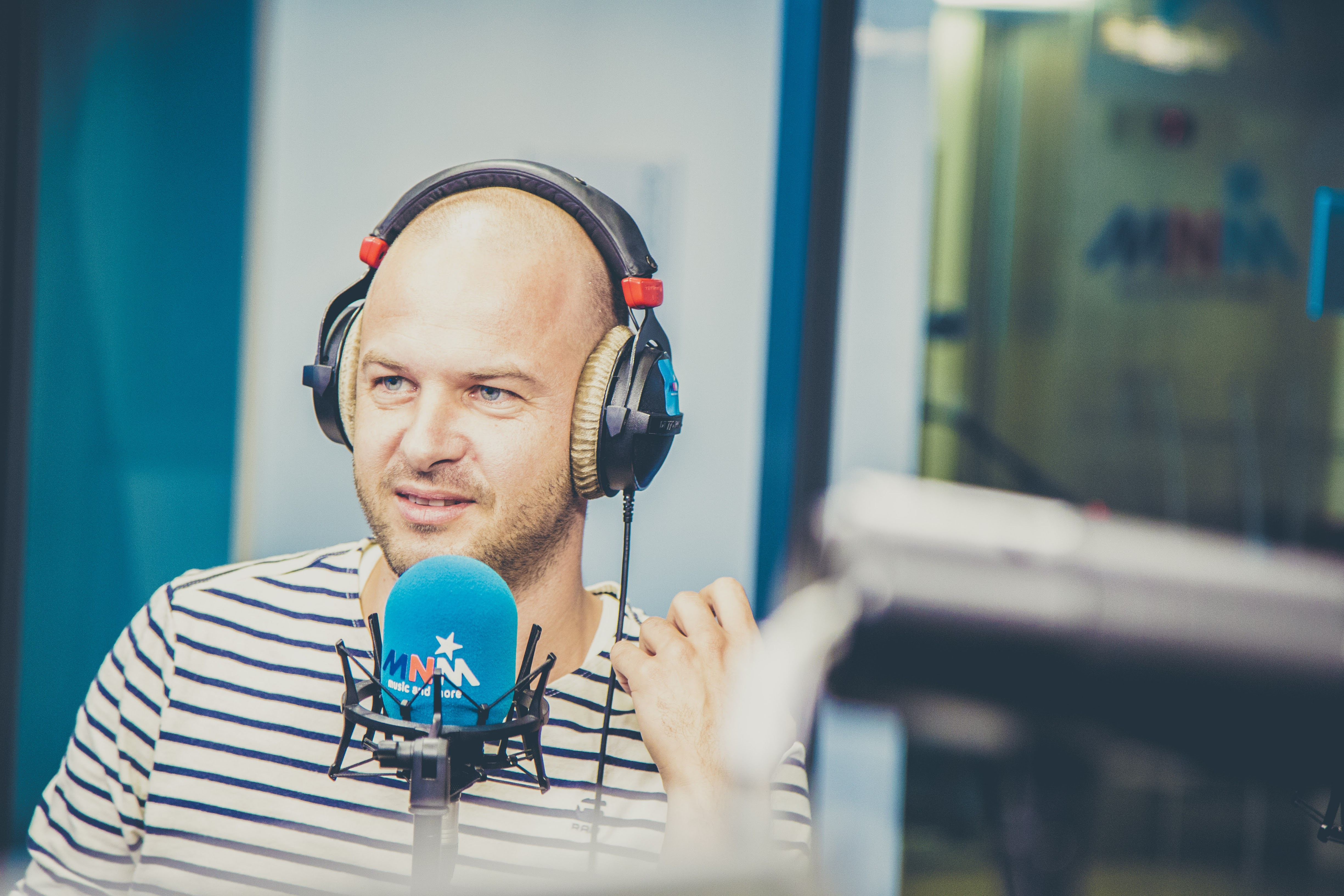
Van Samang in 2017

In 2015 kreeg Van Samang's zangcarrière een nieuwe boost door zijn succesvolle passage door zijn deelname in het VTM-programma Liefde voor muziek, waarin artiesten elkaars nummers coveren. Daarna bleek hij tijdelijk nog populairder dan daarvoor.
Van 2017-2020 speelde hij drie seizoenen Ben De Schutter in de Eén-serie Zie mij graag.
Op 8 en 9 december 2017 vierde Van Samang in het Sportpaleis zijn 10-jarige carrière als zanger. De special guests waren toen Roel Vanderstukken en Sarah.
Vanaf 2018 tourde hij gedurende 2 jaar met zijn theatertournee 'Op de schoot' langs verschillende culturele centra doorheen Vlaanderen, samen met Bert Gielen en Eric Melaerts.
In maart 2020 kwam hij na 2,5 jaar muzikale stilte terug met een nieuwe single River Of Life, een voorbode naar zijn nieuwe album Feel The Power die in het najaar van 2020 volgde. Door de coronamaatregelen werd het albumrelease uitgesteld naar 2021. Feel The Power verscheen uiteindelijk op 12 februari 2021.
In de zomer van 2022 mocht hij op de dijk in Westende optreden met zijn nieuwe nummer "Alles" tijdens de opnames van Tien om te zien. Samen met enkele strijkers speelde hij meerdere keren op het podium van het populaire VTM-programma.

## Filmografie

### Tv-series
Hoofdrollen:
- 2001-2008: Wittekerke - VTM (als Kevin De Kesel)
- 2008-2016: Vermist - VT4/VIER (als Steve Van Hamel)
- 2013: Zuidflank - VTM (als Rob Vandenbergh)
- 2017-2020: Zie mij graag - Eén/VRT1 (als Ben De Schutter)
- 2021: Assisen Online 3 - De Wraakmoord - Online theaterstuk (als Geert De Ridder)
- 2020-2023: Thuis - Eén/VRT1 (als Harry Peeters)
- 2021-2023: 3Hz - Ketnet (als Thomas)

Gastrollen:
- 2003: Flikken - Eén (als Bart Van Den Wijngaert)
- 2003: Sedes en Belli - Eén (als klant bij dealer)
- 2004: Rupel - VTM (als Dennis Decraene)
- 2008: Witse - Eén (als Tom Van Hoydonck)
- 2009: Aspe - VTM (als Kristof Landuyt)
- 2009: Zone Stad - VTM (als Mario)
- 2009-2010: David - VTM (als Steven Verhoett)
- 2010: Dag & Nacht: Hotel Eburon - VTM (als Guillaume)
- 2010-2011: Amika - Ketnet (als Vincent Vos)
- 2011: Code 37 - VTM (als Frank Van Laere)
- 2015: De Bunker - VTM (als Koen Vanachtert)
- 2017: Allemaal Chris - VTM (als zichzelf)

### Films
- 2005: Buitenspel (als trainer van Gilles)
- 2006: Windkracht 10: Koksijde Rescue (als Serge Helsen)
- 2007: Vermist (als Steve Van Hamel)

### Stemacteur
- 2007: Ratatouille (als Linguini)
- 2007: Bee Movie
- 2009: De prinses en de kikker (als Prins Naveen)
- 2011: Het monster van Parijs (als Francoeur )
- 2012: Wreck-It Ralph (als Mr. Litwak en Wynnchel)
- 2014: Rio 2 (als Roberto )
- 2018: Ralph Breaks the Internet (als Mr. Litwak)

### Televisieprogramma's
| Anno      | Programma                       | Zender | Opmerkingen                                                        |
| --------- | ------------------------------- | ------ | ------------------------------------------------------------------ |
| 2007      | Fata Morgana                    | Eén    | Uitdager                                                           |
| 2010      | 71° Noord                       | VTM    | Deelnemer, eindige 3e plaats                                       |
| 2010      | De Generatieshow                | Eén    | Team captain                                                       |
| 2010      | Zonde van de zendtijd           | CANVAS | Zichzelf                                                           |
| 2010/2012 | De klas van Frieda              | Eén    | Deelnemer                                                          |
| 2012      | Premiejagers Deluxe             | Eén    | Panellid                                                           |
| 2012      | Peter vs De Rest                | VT4    | BV-tegenspeler                                                     |
| 2012-2014 | Vroeger of later?               | Eén    | Deelnemer                                                          |
| 2015      | De Slimste Mens ter Wereld 2015 | VIER   | Deelnemer, 4e plaats                                               |
| 2015      | De allesweter                   | Eén    | Deelnemer                                                          |
| 2015      | Jonas & Van Geel                | VTM    | Gast                                                               |
| 2015      | Zijn er nog kroketten?          | VTM    | Panellid                                                           |
| 2016      | De Pappenheimers                | VIER   | Deelnemer                                                          |
| 2016      | Achter de Rug                   | VIER   | Gast                                                               |
| 2016      | Het Huis                        | Eén    | Gast                                                               |
| 2016-2019 | Belgium's Got Talent            | VTM    | Jurylid, naast An Lemmens, Niels Destadsbader en Dan Karaty.       |
| 2017      | De Ideale Wereld                | CANVAS | Gast                                                               |
| 2017      | Mag ik u kussen?                | Eén    | Gast                                                               |
| 2017      | Gert Late Night                 | VIER   | Bootgast                                                           |
| 2018      | De drie wijzen                  | Eén    | Panellid                                                           |
| 2019      | Beste Kijkers                   | VTM    | Panellid                                                           |
| 2019      | Donderen in Keulen              | Eén    | Deelnemer                                                          |
| 2020      | De playlist                     | Eén    | Gast                                                               |
| 2021      | Vlaanderen Vakantieland         | Eén    | Gast                                                               |
| 2022      | The Masked Singer               | VTM    | Gastspeurder                                                       |
| 2024      | Sing Again                      | VTM    | Jurylid, naast Nina De Man, Hadise, Karen Damen en Aaron Blommaert |

### Muziekprogramma's
| Anno           | Programma                    | Zender | Opmerkingen                                                             |
| -------------- | ---------------------------- | ------ | ----------------------------------------------------------------------- |
| 2006           | Steracteur Sterartiest       | Eén    | Deelnemer, eerste plaats                                                |
| 2006           | De show van het jaar         | Eén    | Duet met Roel Vanderstukken                                             |
| 2007-2008      | Zo is er maar één            | Eén    | Deelnemer                                                               |
| 2008-2010      | Peter Live                   | Eén    | Muzikale gast                                                           |
| 2009           | Hit the Road                 | VTM    | Muzikale gast                                                           |
| 2010-2012/2014 | Vlaanderen Muziekland        | Eén    | Muzikale gast                                                           |
| 2012           | Manneke Paul                 | VTM    | Muzikale gast                                                           |
| 2013           | Sing that song               | Eén    | Team Florejan, samen met Eline De Munck, eerste plaats                  |
| 2014           | Sing that song               | Eén    | Team Hannes, samen met Silke Mastbooms, tweede plaats                   |
| 2014           | Sing that song               | Eén    | Eindejaarsspecial, team Florejan, samen met Laura Tesoro, eerste plaats |
| 2015/2024      | Liefde voor muziek           | VTM    | Zanger, artiest                                                         |
| 2015           | Pop up live                  | Eén    | Muzikale gast                                                           |
| 2015           | Rode Neuzen Dag              | VTM    | Muzikale gast                                                           |
| 2016           | 2 Meisjes op het Strand      | VTM    | muzikale gast                                                           |
| 2020           | Rode Neuzen Dag              | VTM    | Goede doel, 10u live muziek, muzikale gast                              |
| 2021           | Week van de Belgische muziek | Eén    | Mekspecial, muzikale gast                                               |
| 2021           | 24 uur live                  | HLN.be | Livestream, muzikale gast live vanuit het Sportpaleis                   |
| 2021           | The Best Of Urbanus          | VTM    | Muzikale gast                                                           |
| 2022           | Tien om te zien              | VTM    | Muzikale gast                                                           |

## Discografie

### Live concerten
- 2009: 14 februari eerste grote concert in het uitverkocht Lotto Arena.
- 2015: In oktober vijfmaal op het podium in de Lotto Arena.
- 2016: In november driemaal "In 't groot"-concert in het Sportpaleis.
- 2017: 8 en 9 december nogmaals het Sportpaleis met Stan Van Samang '10' concerten.
- 2019: 8 juli op Werchter Boutique, samen met Niels Destadsbader, Erasure, Marco Borsato, Tourist LeMC en Robbie Williams.

### Albums
| Album met hitnotering(en) in de Vlaamse Ultratop 200 albums | Datum van verschijnen | Datum van binnenkomst | Hoogste positie | Aantal weken | Opmerkingen                                 |
| ----------------------------------------------------------- | --------------------- | --------------------- | --------------- | ------------ | ------------------------------------------- |
| Welcome home                                                | 23-11-2007            | 01-12-2007            | 3               | 42           | Platina                                     |
| Take it from me                                             | 23-01-2009            | 31-01-2009            | 5               | 14           |                                             |
| King in my head                                             | 11-03-2011            | 19-03-2011            | 7               | 16           |                                             |
| Stan van vrijdag                                            | 01-07-2011            | 02-07-2011            | 46              | 3            |                                             |
| Liefde voor publiek                                         | 24-04-2015            | 02-05-2015            | 1 (18wk)        | 60           | 5x Platina // Best verkochte album van 2015 |
| Stan Van Samang                                             | 05-11-2016            | 12-11-2016            | 1 (1wk)         | 47           | Platina                                     |
| 10                                                          | 24-11-2017            | 02-12-2017            | 3               | 32           | Goud                                        |
| Feel the power                                              | 12-02-2021            | 20-02-2021            | 1(2wk)          | 14           |                                             |
| Vadertaal                                                   | 19-10-2024            | 26-10-2024            | 1               | 1*           |                                             |

### Singles
| Single met hitnotering(en) in de Vlaamse Ultratop 50 | Datum van verschijnen | Datum van binnenkomst | Hoogste positie | Aantal weken | Opmerkingen                      |
| ---------------------------------------------------- | --------------------- | --------------------- | --------------- | ------------ | -------------------------------- |
| Scars                                                | 08-06-2007            | 16-06-2007            | 1(6wk)          | 22           | Nr. 1 in de Radio 2 Top 30 /Goud |
| Poison                                               | 26-10-2007            | 10-11-2007            | 11              | 13           | Nr. 3 in de Radio 2 Top 30       |
| Siren                                                | 01-02-2007            | 16-02-2008            | 16              | 9            | Nr. 14 in de Radio 2 Top 30      |
| Welcome home                                         | 02-05-2008            | 17-05-2008            | tip15           | -            |                                  |
| This time                                            | 24-10-2008            | 15-11-2008            | 43              | 2            | Nr. 27 in de Radio 2 Top 30      |
| I didn't know                                        | 12-01-2009            | 07-02-2009            | 38              | 3            | Nr. 4 in de Radio 2 Top 30       |
| Hang on                                              | 2010                  | 19-06-2010            | 10              | 9            | met Regi                         |
| Is it over you                                       | 2010                  | 27-11-2010            | tip8            | -            | met Owen                         |
| King in my head                                      | 31-01-2011            | 12-02-2011            | tip3            | -            | Nr. 6 in de Radio 2 Top 30       |
| Free                                                 | 18-04-2011            | 07-05-2011            | tip22           | -            |                                  |
| Stand my ground                                      | 11-07-2011            | 30-07-2011            | tip19           | -            |                                  |
| Alles is liefde                                      | 05-09-2011            | 24-09-2011            | tip25           | -            | Nr. 6 in de Radio 2 Top 30       |
| All in my head                                       | 05-09-2011            | 01-10-2011            | tip24           | -            |                                  |
| Zijn we alleen                                       | 27-02-2012            | 10-03-2012            | tip58           | -            | met Laura Omloop                 |
| One for the road                                     | 2012                  | 21-07-2012            | tip28           | -            |                                  |
| De eerste sneeuw                                     | 2013                  | 19-01-2013            | tip75           | -            |                                  |
| Junebug                                              | 2014                  | 27-06-2014            | 8               | 9            |                                  |
| A simple life                                        | 2014                  | 27-12-2014            | 9               | 22           | Goud                             |
| Goeiemorgend, goeiendag (live)                       | 2015                  | 11-04-2015            | 1(1wk)          | 22           | Platina                          |
| Hard times (live)                                    | 2015                  | 18-04-2015            | 12              | 6            |                                  |
| Alive (live)                                         | 2015                  | 25-04-2015            | 34              | 2            |                                  |
| I am (live)                                          | 2015                  | 02-05-2015            | 26              | 3            |                                  |
| Een ster (live)                                      | 2015                  | 09-05-2015            | 1(2wk)          | 39           | Platina                          |
| No surrender (live)                                  | 2015                  | 16-05-2015            | 10              | 2            |                                  |
| Summerbreeze                                         | 2015                  | 27-06-2015            | 16              | 11           |                                  |
| Lucky me                                             | 2015                  | 14-11-2015            | tip14           | -            |                                  |
| Fix you                                              | 2015                  | 14-11-2015            | 4               | 7            | Met Lisa                         |
| Candy                                                | 2016                  | 08-10-2016            | 16              | 15           |                                  |
| Little moon rises                                    | 2017                  | 28-01-2017            | 27              | 6            | met Sam Bettens                  |
| The load                                             | 2017                  | 29-04-2017            | 49              | 1            |                                  |
| Rush                                                 | 2017                  | 22-07-2017            | tip14           | -            |                                  |
| Hemel voor ons twee                                  | 2017                  | 28-10-2017            | 31              | 10           |                                  |
| River of life                                        | 2020                  | 22-03-2020            | 27              | 15           |                                  |
| Don't Close Your Eyes                                | 2020                  | 09-10-2020            | 28              | 14           |                                  |
| Snow                                                 | 2021                  | 06-02-2021            | 39              | 5            |                                  |

## Privé
Van Samang vormt al jarenlang een koppel met Barbara waarmee hij twee kinderen heeft, een zoon en een dochter. Toen hij negentien jaar was maakte hij een tocht van bijna 130 kilometer van het Ierse Dublin naar County Carlow, die hij via het VRT1-programma Mijn eerste reis met Kobe Ilsen opnieuw overdoet. Hierin blikken ze ook terug op de zaak-Eveline, een mindere leuke en gênante periode uit Stan Van Samang's leven.

### Zaak-Eveline
In 2020 werd Van Samang samen met Peter Van de Veire en Sean Dhondt slachtoffer van catfishing. Er verschenen van hem zelf opgenomen naakte privé-opnames ongewild verspreid op het internet. Ze waren oorspronkelijk gericht tot "Eveline", die achteraf een jongeman uit Gent bleek te zijn. De dader gebruikte foto's en filmpjes van een Australisch model om de heren tot zich te winnen. Stan Van Samang zei hierover in het programma Mijn eerste reis "Er zijn twee manieren om daarmee om te gaan. Ofwel stop je ermee, maar da’s eigenlijk geen optie. De andere mogelijkheid: hoofd omhoog, borst vooruit en de storm in. Rechtdoor. Da’s niet de makkelijkste oplossing, eerder de moeilijkste".

## Nominaties
- Zes Mia's waarvan twee gewonnen

## Prijzen en erkenningen
- 2007: Eerste plaats van de Vlaamse Ultratop 50 en Goud met de song "Scars".
- 2007: winnaar Tien om te Zien-trofee met "Scars".
- 2007: Radio 2 Zomerhit voor "Beste Performance" met zijn deelname aan Steracteur Sterartiest.
- 2015: Winnaar Radio 2 Zomerhit met "Een ster" (cover van Christoff).
- 2015: Uitgeroepen tot "Beste Mannelijke Artiest" bij Radio 2 Zomerhit.
- 2015: Radio 2 Zomerhit voor "Beste Nederlands Lied" met "Goeiemorgen, goeiendag".
- 2015: Goud (10.000 exemplaren) en dubbel platina (40.000 exemplaren) voor "Goeiemorgend, goeiendag".
- 2015: MIA's voor de "Hit van het jaar" met de cover "Een ster".
- 2015: Eerste plaats met album "Liefde Voor Publiek", een compilatiealbum van live-tracks (Record van Clouseau verbroken voor langst op nummer één)
- 2015: Dubbel platina met 40.000 verkochte exemplaren voor album "Liefde Voor Publiek"
- 2016: "Beste Solo Man" bij de MIA's.

## Extern link
- (en)   Stan Van Samang in de Internet Movie Database

- International Standard Name Identifier: 0000 0003 8979 3379
- MusicBrainz: dc94f4a2-e2da-4f93-9922-25a094771334
- Nederlandse Thesaurus van Auteursnamen: 341217832
- Virtual International Authority File: 283281048
- WorldCat: E39PBJppFq4YTvyGwvCbkT78md